# Divine Teah
Divine Roosevelt Teah (Monrovia, 19 aprile 2006) è un calciatore liberiano, centrocampista dello Slavia Praga e della nazionale liberiana.

## Caratteristiche tecniche
Può giocare come centrocampista centrale o esterno offensivo. Nel 2023 è stato inserito nella lista dei migliori sessanta calciatori nati dopo il primo gennaio del 2006 stilata da The Guardian.

## Carriera

### Club
Teah è cresciuto nel Massa FC in Liberia e successivamente è passato al Nimba. Ha firmato nel 2023 un precontratto con il club svedese dell'Hammarby, valido al compimento dei 18 anni. Il 19 aprile 2024 ha firmato il suo primo contratto professionistico con il club biancoverde, ed il 15 luglio seguente ha debuttato in prima squadra nell'incontro di Allsvenskan perso 1-0 contro l'IFK Göteborg.

### Nazionale
Il 15 settembre 2021 ha ricevuto la prima convocazione con la nazionale liberiana per un'amichevole contro l'Egitto. Ha debuttato quindici giorni dopo proprio contro gli egiziani subentrando nel finale. Il 29 marzo 2022 ha realizzato la sua prima rete contro il Burundi all'età di 15 anni e 347 giorni.

## Statistiche

### Presenze e reti nei club
Statistiche aggiornate al 10 agosto 2024.
| Stagione        | Squadra         | Campionato      | Campionato | Campionato | Coppe nazionali | Coppe nazionali | Coppe nazionali | Coppe continentali | Coppe continentali | Coppe continentali | Altre coppe | Altre coppe | Altre coppe | Totale | Totale | Totale |
| Stagione        | Squadra         | Comp            | Pres       | Reti       | Comp            | Pres            | Reti            | Comp               | Pres               | Reti               | Comp        | Pres        | Reti        | Pres   | Reti   |        |
| --------------- | --------------- | --------------- | ---------- | ---------- | --------------- | --------------- | --------------- | ------------------ | ------------------ | ------------------ | ----------- | ----------- | ----------- | ------ | ------ | ------ |
| 2024            | Hammarby        | A               | 3          | 0          | CS+CS           | 0               | 0               |                    | -                  | -                  |             | -           | -           | 3      | 0      |        |
| Totale carriera | Totale carriera | Totale carriera | 3          | 0          |                 | 0               | 0               |                    | -                  | -                  |             | -           | -           | 3      | 0      |        |

### Cronologia presenze e reti in nazionale
| Cronologia completa delle presenze e delle reti in nazionale ― Liberia | Cronologia completa delle presenze e delle reti in nazionale ― Liberia | Cronologia completa delle presenze e delle reti in nazionale ― Liberia | Cronologia completa delle presenze e delle reti in nazionale ― Liberia | Cronologia completa delle presenze e delle reti in nazionale ― Liberia | Cronologia completa delle presenze e delle reti in nazionale ― Liberia | Cronologia completa delle presenze e delle reti in nazionale ― Liberia | Cronologia completa delle presenze e delle reti in nazionale ― Liberia |
| Data                                                                   | Città                                                                  | In casa                                                                | Risultato                                                              | Ospiti                                                                 | Competizione                                                           | Reti                                                                   | Note                                                                   |
| ---------------------------------------------------------------------- | ---------------------------------------------------------------------- | ---------------------------------------------------------------------- | ---------------------------------------------------------------------- | ---------------------------------------------------------------------- | ---------------------------------------------------------------------- | ---------------------------------------------------------------------- | ---------------------------------------------------------------------- |
| 30-9-2021                                                              | Alessandria d'Egitto                                                   | Egitto                                                                 | 2 – 0                                                                  | Liberia                                                                | Amichevole                                                             | -                                                                      | 73’                                                                    |
| 24-3-2022                                                              | Aksu                                                                   | Liberia                                                                | 0 – 4                                                                  | Benin                                                                  | Amichevole                                                             | -                                                                      | 87’                                                                    |
| 27-3-2022                                                              | Aksu                                                                   | Sierra Leone                                                           | 1 – 0                                                                  | Liberia                                                                | Amichevole                                                             | -                                                                      |                                                                        |
| 29-3-2022                                                              | Aksu                                                                   | Liberia                                                                | 1 – 2                                                                  | Burundi                                                                | Amichevole                                                             | 1                                                                      |                                                                        |
| 24-7-2022                                                              | Monrovia                                                               | Liberia                                                                | 0 – 3                                                                  | Senegal                                                                | CHAN 2022                                                              | -                                                                      |                                                                        |
| 30-7-2022                                                              | Diamniadio                                                             | Senegal                                                                | 1 – 2                                                                  | Liberia                                                                | CHAN 2022                                                              | -                                                                      |                                                                        |
| 25-9-2022                                                              | Borg El Arab                                                           | Niger                                                                  | 0 – 0                                                                  | Liberia                                                                | Amichevole                                                             | -                                                                      | 82’                                                                    |
| 12-9-2023                                                              | Accra                                                                  | Ghana                                                                  | 3 – 1                                                                  | Liberia                                                                | Amichevole                                                             | 1                                                                      | 62’                                                                    |
| 14-10-2023                                                             | Monrovia                                                               | Liberia                                                                | 2 – 3                                                                  | Libia                                                                  | Amichevole                                                             | -                                                                      | 76’                                                                    |
| 17-10-2023                                                             | Agadir                                                                 | Marocco                                                                | 3 – 0                                                                  | Liberia                                                                | Qual. Coppa d'Africa 2023                                              | -                                                                      | 83’                                                                    |
| 17-11-2023                                                             | Monrovia                                                               | Liberia                                                                | 0 – 1                                                                  | Malawi                                                                 | Qual. Mondiali 2026                                                    | -                                                                      | 28’ 63’                                                                |
| 20-11-2023                                                             | Monrovia                                                               | Liberia                                                                | 3 – 0                                                                  | Guinea-Bissau                                                          | Qual. Mondiali 2026                                                    | -                                                                      | 73’                                                                    |
| 6-9-2024                                                               | Lomé                                                                   | Togo                                                                   | 1 – 1                                                                  | Liberia                                                                | Qual. Coppa d'Africa 2025                                              | -                                                                      | 73’                                                                    |
| 10-9-2024                                                              | Monrovia                                                               | Liberia                                                                | 0 – 3                                                                  | Algeria                                                                | Qual. Coppa d'Africa 2025                                              | -                                                                      | 68’                                                                    |
| 11-10-2024                                                             | Malabo                                                                 | Guinea Equatoriale                                                     | 1 – 0                                                                  | Liberia                                                                | Qual. Coppa d'Africa 2025                                              | -                                                                      | 78’                                                                    |
| 14-10-2024                                                             | Monrovia                                                               | Liberia                                                                | 1 – 2                                                                  | Guinea Equatoriale                                                     | Qual. Coppa d'Africa 2025                                              | -                                                                      | 33’ 79’                                                                |
| 13-11-2024                                                             | Monrovia                                                               | Liberia                                                                | 1 – 0                                                                  | Togo                                                                   | Qual. Coppa d'Africa 2025                                              | -                                                                      | 74’                                                                    |
| 17-11-2024                                                             | Tizi Ouzou                                                             | Algeria                                                                | 5 – 1                                                                  | Liberia                                                                | Qual. Coppa d'Africa 2025                                              | -                                                                      | 58’                                                                    |
| 19-3-2025                                                              | Monrovia                                                               | Liberia                                                                | 0 – 1                                                                  | Tunisia                                                                | Qual. Mondiali 2026                                                    | -                                                                      | 72’                                                                    |
| 24-3-2025                                                              | Monrovia                                                               | Liberia                                                                | 2 – 1                                                                  | São Tomé e Príncipe                                                    | Qual. Mondiali 2026                                                    | -                                                                      | 76’                                                                    |
| Totale                                                                 |                                                                        | Presenze                                                               | 20                                                                     |                                                                        | Reti                                                                   | 2                                                                      |                                                                        |